# 李文植
李文植（韓語：이문식，1967年11月13日—），韓國男演員。

## 影視作品

### 電視劇

#### 2000
- 2000年：KBS《小蓋子》
- 2003年：MBC《到死都愛你》飾演 南哲鎬
- 2003年：MBC《茶母》
- 2006年：SBS《101次求婚》飾演 朴達在
- 2007年：SBS《錢的戰爭》飾演 證券公司職員
- 2008年：SBS《一枝梅》飾演 鐵石
- 2008年：MBC《那位要來了》飾演 李文植
- 2009年：KBS《男人的故事》飾演 朴文浩
- 2009年：MBC《善德女王》飾演 竹方

#### 2010
- 2010年：SBS《Giant》飾演 朴少泰
- 2011年：MBC《夥伴》飾演 張老根
- 2011年：KBS《榮光的在仁》飾演 許榮道
- 2012年：SBS《屋塔房王世子》飾演 表澤修
- 2012年：TV朝鮮《地運數大通》飾演 白思章
- 2012年：SBS《大風水》飾演 洪鐘大
- 2013年：KBS《Drama Special－상권이》
- 2013年：SBS《錢的化身》（客串）
- 2013年：MBC《奇皇后》飾演 方臣祐
- 2014年：JTBC《宥娜的街》飾演 韓萬福
- 2014年：KBS《戀愛的發現》飾演 計程車司機
- 2014年：MBC《Mr.Back》飾演 成慶培
- 2014年：KBS《Healer》飾演 高成哲（客串）
- 2015年：KBS《Drama Special－站在原地》
- 2015年：KBS《蒙面檢察官》飾演 張浩植
- 2015年：MBC《媽媽》飾演 許尚順
- 2016年：KBS《武林學校》飾演 沈奉山
- 2016年：SBS《回來吧大叔》飾演 趙宗師
- 2016年：SBS《大撲》飾演 白萬金
- 2016年：SBS《Wanted》飾演 崔俊九
- 2016年：KBS《雲畫的月光》飾演 嚴公
- 2017年：SBS《李判史判》飾演 吳智洛
- 2018年：MBN《延南洞 539》飾演 趙丹
- 2018年：SBS《訓南正音》飾演 劉勝列
- 2019年：SBS《熱血司祭》飾演 奇容民
- 2019年：KBS《朝鮮浪漫喜劇–綠豆傳》飾演 黃將軍

#### 2020
- 2021年：Netflix《Move to Heaven：我是遺物整理師》飾 朴朱澤
- 2022年：Netflix《模範家族》飾演 朴江玉
- 2022年：Disney+饰演 朴钟贤

### 電影
- 1995年：《拿錢快跑》
- 1996年：《Love Story》
- 1996年：《瘋自王》
- 1997年：《生死邊緣》
- 1997年：《Beat》
- 1999年：《間諜李哲鎮》
- 2000年：《快樂的葬禮師》
- 2001年：《禮物》
- 2001年：《春逝》
- 2001年：《大佬鬥和尚》
- 2002年：《人民公敵》
- 2002年：《無血無淚》
- 2002年：《天降橫財》
- 2002年：《無可奉告》
- 2002年：《點燃打火機》
- 2002年：《向左愛向右愛》
- 2003年：《大韓民國憲法第1條》
- 2003年：《蝴蝶先生》
- 2003年：《逆轉人生》
- 2003年：《喔！兄弟》
- 2003年：《黃山伐》
- 2004年：《竹馬之友》
- 2004年：《犯罪的重構》
- 2004年：《我的朋友好野蠻》
- 2005年：《麻婆島》
- 2006年：《格鬥的技術》
- 2006年：《孔畢斗》
- 2006年：《毆打誘發者》
- 2006年：《飛吧爸爸》
- 2007年：《麻婆島2》
- 2007年：《村金庫連環盜竊事件》
- 2008年：《姜哲中：公共敵 1-1》
- 2008年：《寶貝與我》
- 2008年：《落跑歌星》
- 2010年：《離家的男人》
- 2011年：《平壤城》
- 2011年：《我爱你（朝鲜语：그대를 사랑합니다 (영화)）》飾演 車子被劃傷的車主
- 2011年：《鯨魚尋找的自行車》
- 2012年：《兩個婚禮一個葬禮》飾演 神父（特別出演）
- 2012年：《Miss GO》
- 2012年：《隨風而逝》
- 2016年：《中毒練歌房（朝鲜语：중독노래방）》飾演 成旭
- 2018年：《Gate（朝鲜语：게이트 (영화)）》飾演 哲秀
- 2020年：《暗夜天堂》飾演 朴科長
- 2022年：《誕生》飾演 赵申哲
- 2023年：《刺客（朝鲜语：살수 (영화)）》饰演 李方

## 綜藝節目
- 2011年1月16日：SBS《Running Man》EP.26 with 鄭進永
- 2015年 《勇敢的家族》（與金雪炫、沈慧珍、朴明洙、朴珠美、崔貞媛、姜敏赫）
- 2016年 《叢林的法則》（與金炳萬、黃致列、權五重、吳昶錫、柳仁英、康男、金煥（朝鲜语：김환 (방송인)））

## 獲獎記錄
- 2004年：第27屆黃金攝影賞（朝鲜语：황금촬영상）－特別獎（竹馬之友）
- 2004年：第3屆大韓民國電影大獎－男配角獎（犯罪的重構）
- 2008年：SBS演技大賞－Drama Special部門 男配角獎（一枝梅）
- 2008年：MBC演藝大賞－喜劇情境劇部門 最優秀獎（那位要來了）
- 2011年：第33屆黃金攝影賞（朝鲜语：황금촬영상）－男演員人氣獎（平壤城）

## 外部連結
- NAVER （页面存档备份，存于）